# Back to Mine
Back to Mine è una serie di album in cui un compositore di musica elettronica o un Dj inserisce tracce di altri artisti mixate in un DJ set. Il criterio per la scelta delle canzoni, generalmente, è basato su cosa l'artista si ascolterebbe a casa dopo una serata fuori.
Il primo volume fu pubblicato nel febbraio 1999 e fu composto dal DJ Nick Warren e dopo il settimo volume, la compilation venne "sottotitolata" come "una personale collezione per l'after-hours". La serie terminò nel gennaio 2008 con il volume 28.

## Volumi usciti
| Album     | Artista                    | Data di pubblicazione |
| Volume 1  | Nick Warren                | 1º febbraio 1999      |
| Volume 2  | Dave Seaman                | 31 maggio 1999        |
| Volume 3  | Danny Tenaglia             | 18 ottobre 1999       |
| Volume 4  | Groove Armada              | 6 marzo 2000          |
| Volume 5  | Faithless                  | 16 ottobre 2000       |
| Volume 6  | Everything But The Girl    | 23 aprile 2001        |
| Volume 7  | Morcheeba                  | 23 luglio 2001        |
| Volume 8  | Talvin Singh               | 15 ottobre 2001       |
| Volume 9  | M. J. Cole                 | 25 marzo 2002         |
| Volume 10 | Orbital                    | 24 giugno 2002        |
| Volume 11 | New Order                  | 30 settembre 2002     |
| Volume 12 | The Orb                    | 27 gennaio 2003       |
| Volume 13 | Underworld                 | 28 luglio 2003        |
| Volume 14 | Tricky                     | 15 settembre 2003     |
| Volume 15 | Audio Bullys               | 10 novembre 2003      |
| Volume 16 | Death in Vegas             | 26 gennaio 2004       |
| Volume 17 | Richard X                  | 5 aprile 2004         |
| Volume 18 | Lamb                       | 5 luglio 2004         |
| Volume 19 | Carl Cox                   | 25 ottobre 2004       |
| Volume 20 | Pet Shop Boys              | 25 aprile 2005        |
| Volume 21 | Adam Freeland              | 25 luglio 2005        |
| Volume 22 | Roots Manuva               | 24 ottobre 2005       |
| Volume 23 | Liam Howlett e The Prodigy | 30 gennaio 2006       |
| Volume 24 | Mercury Rev                | 23 ottobre 2006       |
| Volume 25 | Röyksopp                   | 2 aprile 2007         |
| Volume 26 | Bugz in the Attic          | 31 luglio 2007        |
| Volume 27 | Guillemots                 | 8 ottobre 2007        |
| Volume 28 | Krafty Kuts                | 28 gennaio 2008       |